# 渤海华美
渤海华美（上海）股权投资基金管理有限公司（英語：BHR Partners）是一家专门负责跨境并购投资的私人基金公司，由中国和美国共同投资。2013年，中方的渤海产业投资基金管理有限公司、嘉实基金管理与美方的投资顾问机构Rosemont Seneca Partners（由亨特·拜登、特雷莎·海因茨·克里和德文·亚彻共同创办）、Thornton Group LLC共同成立渤海华美基金。2016年，渤海资本掌握着200亿人民币，母公司嘉实因而成为中国最大的共同基金管理公司。根据公司网站，渤海华美有中国银行、国家开发银行及其他金融和实业机构参股，还和海航集团旗下的一家子公司合作。
2014年，该公司着手筹集15亿美元的投资基金。其中，部分资金以人民币结算，另一部分以美元结算，人民币投资部分将在为中国投资者提供离岸投资便利的上海自由贸易区换成美元。
2019年，亨特·拜登为澄清自己的职位与父亲——前美国副总统乔·拜登无关而离开公司董事会。